# 李尽忠
李盡忠（7世纪？—696年9月23日），是7世纪末契丹族的首领，窟哥的孙子（一说曾孙），武则天时，袭封右武卫大将军兼松漠都督府都督。
万岁通天元年（696年）五月，因不堪忍受唐地方官员的侵侮，他和他的妻兄、归诚州刺史孫萬榮杀营州都督赵文翙反抗武周，占据营州（今辽宁朝阳市），自称「無上可汗」，以孙万荣为帅，拥众数万。攻崇州（今辽宁朝阳东北），擒获周讨击副使许钦寂，声势益壮，侵略河北，武则天把他的名字改为李盡灭。遣左鹰扬卫将军曹仁师、右金吾卫大将军张玄遇、左威卫大将军李多祚、司农少卿麻仁节等二十八将讨伐契丹。七月，以春官尚书梁王武三思为榆关道安抚大使，姚璹为榆关道安抚副使，以备契丹。八月，曹仁师、张玄遇、麻仁节与契丹战于西硖石黄麞谷（今河北卢龙、昌黎之间），即黄麞谷之战，几乎全军覆没，右金吾卫大将军张玄遇、司农少卿麻仁节被俘。李盡忠为人有谋略，善用计，破营州后，计诱周兵轻敌深入，途中设伏，大败周军。继攻平州（今河北卢龙县），为右武威卫大将军、清边道行军大总管武攸宜重兵所阻，别部夜袭檀州（今北京密云区），战败，兵退入山。十月（9月23日，一说九月），李尽忠病死，孫萬榮接替了他的位置。契丹又附突厥。